# Бэрд, Уильям III
Уильям Бэрд III (англ. William Byrd III; 6 сентября 1728 — 1 января или 2 января 1777) — американский плантатор, военный и землевладелец. Он унаследовал фамильное поместье примерно в 179 000 акров земли в Виргинии и впоследствии стал членом Палаты бюргеров Виргинии.

## Биография
Единственный сын Уильяма Бэрда II (1674—1744) и его второй жены Мэри Тейлор Бэрд (1698—1771). Внук Уильяма Бэрда I .
Он предпочёл сражаться в французами и индейцами, чем проводить много времени в Ричмонде. В 1756 году он стал полковником Вирджинского полка.
В 1758 году Бэрд построил поместье Бельвидер на одноимённом холме над порогами реки Джеймс, на территории современного Ричмонда (находилось на пересечении Чина-Стрит и Пайн-Стрит).

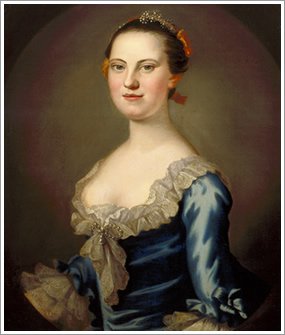
Мэри Уиллинг (1740—1814), вторая супруга Уильяма Бэрда III

Уильям Бэрд III имел репутацию печально известного игрока . Он инициировал то, что, как говорили, было первыми крупными скачками в Новом Свете, в которых участвовали другие плантаторы Сэмюэл Огл, Джон Тейло II, Фрэнсис Торнтон и Бенджамин Таскер-младший.
В конце концов Уильям Бэрд стал отцом пятерых детей от своей первой жены (Элиза Картер, замужем в 1748 году, умерла в 1760 году) и еще десяти — от своей второй жены, Мэри Уиллинг (1740—1814), дочери Чарльза Уиллинга из Филадельфии. Растратив состояние отца на постройку великолепного особняка на плантации Уэстовер, азартные игры и неудачные инвестиции, Уильям Бэрд разделил большую часть земли, унаследованной от отца, и продал ее, чтобы собрать деньги для уплаты долгов. Он также продал африканских рабов, которые работали в его поместье.
Хотя продажа земли и рабов принесла ему огромную сумму, ее все равно было недостаточно, чтобы расплатиться с кредиторами. Позже Бэрд прибегнул к лотерее, выигрыши в которой должны были поступать из его поместья Бельвидер. Однако лотерея не принесла достаточного дохода.
Подавленный и почти сломленный, Уильям Бэрд покончил жизнь самоубийством 1 или 2 января 1777 года. Его похоронили на кладбище возле старой Уэстоверской церкви.
Поместье Бельвидер досталось Даниель Хилтону, который продал его губернатору Вирджинии, Генри Ли III. Тот через год продал поместье Башроду Вашингтону, который продал его в 1798 году. Поместье погибло во время пожара в 1854 году.